# Курбанов, Габил Сурхай оглы
Габил Сурхай оглы Курбанов  (азерб. Habil Surxay oğlu Qurbanov; род. 14 марта 1955, Агдам, Азербайджанская ССР) — доктор юридических наук, профессор, юрист.

## Биография
Родился в семье работника просвещения Сурхая Курбанова. В 1971 году окончил среднюю школу № 1 Агдама, в 1975 с отличием — факультет географии Азербайджанского педагогического института.
Начав трудовую деятельность как младший научный сотрудник НАНА, Габил Курбанов в 1975—1976 годах был на военной службе на Украине в городе Хмельницкий. В 1976—1980 годах работал в Комитете комсомола Насиминского района города Баку. В 1980 году трудился в должности инспектора учебной части Бакинской средней специальной школы милиции Министерства Внутренних Дел СССР. В 1982—1985 годах закончил заочно Волгоградскую высшую следственную школу. В 1984—1986 годах работал начальником заочного отделения в Бакинской школе милиции, в 1986—1990 годах был заместителем начальника школы. В 1990 году был принят на работу в органы прокуратуры, работал на должностях прокурора, старшего прокурора отдела общего надзора прокуратуры города Баку. В 1994—1995 годах работал на должностях заместителя прокурора Карадагского района, исполняющего обязанности прокурора, в 1995—1997 годах прокурором Девечинского (Шабранского) района, в 1997—2001-х годах в должности начальника управления надзора за исполнением законов в местах исполнения наказания республиканской прокуратуры.

## Научная деятельность
Габил Курбанов в 1988 году в Москве как диссертант Академии МВД СССР защитил диссертационную работу по специальности «Уголовное право» и получил ученую степень кандидата юридических наук. В 1997 году, защитив докторскую диссертацию в Москве в Институте генеральной прокуратуры Российской Федерации, получил диплом доктора юридических наук РФ. В 1998 году Высшая аттестационная комиссия при Президенте Азербайджанской Республики выдала ему диплом доктора юридических наук, а в 2010году диплом научного звания профессора.
Ученый является автором 300 научных статей, 15 монографий, 5 учебных пособий. Из них 4 монографии и 65 научных статей опубликованы в зарубежных странах. Его монография «Теоретические основы нового уголовного законодательства Азербайджанской Республики» была издана в 1997-м году в Москве. Он перевел учебник «Уголовное право» доктора юридических наук А. В. Наумова на азербайджанский язык и был его редактором.
Длительное время был членом Советов Защиты по юридическим наукам и председателем Разового по докторским юридическим наукам Диссертационного Совета. Длительное время был членом Экспертного Совета по юридическим наукам Высшей Аттестационной Комиссия при Президенте Азербайджанской Республике. Под его научным руководством удостоены 3 человек, звания доктора наук по праву и 10 человек звания доктора философии по праву. Сейчас является научным руководителем 5 докторантов и диссертантов.
Академик Академии европейских гуманитарных наук и Международной академии наук исследований тюркского мира. Член Общества борьбы с международным наркотизмом.
Принимал участие в принятии новых законов в республике, впервые в 1996-м году в Азербайджане подготовил проект нового Уголовного Кодекса (Общая часть) и представил его на обсуждение общественности. Многие из предложений, выдвинутых в этом проекте, были утверждены Уголовным кодексом 1999 года. В период с 2010 года по декабрь 2016 года работал в должности заведующего отделом «Теория государства и права, гражданское право и гражданский процесс» Института философии и права Национальной академии наук Азербайджана, с декабря 2016 — главный научный сотрудник отдела «Государства и конституционного права» Института права и прав человека НАН Азербайджана. С февраля 2017 заместитель председателя независимого профсоюза работников НАН Азербайджана, с июля 2017 года исполнял обязанности председателя. С ноября 2017 председатель Независимого Профсоюза работников НАН Азербайджана.
Член редколлегии таких журналов как международный научно-теоретическоий журнал «Научные труды» Института философии и права НАНА, научно-теоретический Академии полиции МВД, научно-правовой «Ганун», иностранный член редколлегии научного журнала «Мониторинг правоприменения», «Государственная служба и кадры», «Закон и право», «Образование. Наука. Научные кадры» издательства «ЮНИТИ-ДАНА». Член диссертационного совета, созданного при Международном научно-практическом союзе имени академика И. Н. Блохина в Москве. С 2017 года член Российского профессорского собрания. Решением Президиума Национальной Академии Наук Азербайджана от 08 декабря 2022 года награжден Почётной Грамотой за исследования по Карабаху-Шуше, объявленный Президентом Азербайджанской Республики «Год Шуши». В 2023 году, объявленный как "год Шуши", он награжден Почетной грамотой НАНА за исследование темы "Карабах-Шуша", и также почетным дипломом НАНА  за заслуги в научной популяризации.

## Педагогическая деятельность
В 1980—1990-х годах в Бакинской средней специальной школе милиции МВД СССР был инспектором учебной части, преподавателем-методистом, начальником заочного отделения и заместителем начальника Школы. В 1997—2003-х годах — заведующий кафедры Уголовного права и Уголовного процесса Бакинского филиала Московского государственного открытого университета, в 2003—2010-х годах — декан юридического факультета Университета Азербайджан.

## Научные труды
- Применение института обстоятельств, устраняющих общественную опасность и противоправность деяния. Баку, издательство «Елм», 1988 (на рус.языке)
- Юридическая природа и содержание института обстоятельств, устраняющих общественную опасность и противоправность деяния. Баку, издательство «Елм», 1988(на рус.языке)
- Управление реализацией института обстоятельств, устраняющих общественную опасность и противоправность деяния. Баку, издательство «Елм», 1989 (на рус.языке)
- Обстоятельства, устраняющие общественную опасность и противоправность деяния. Монография, Баку, издательство «Генджлик», 1991 (на рус.языке)
- Защита прав несовершеннолетних и иных лиц, требующих социальной защиты, профилактика их безнадзорности и правонарушений. Монография, (в соавторстве) Казан, 1995.(на рус.языке)
- Проблемы реформы уголовного законодательства Азербайджанской Республики. Монография, Баку, издательство «Ганун», 1996 (на рус.языке)
- Авторский проект Общей части нового Уголовного кодекса Азербайджанской Республики. Монография, Баку, издательство «Ганун», 1997 (на рус.языке)
- Теоретические проблемы реформы Уголовного законодательства Азербайджанской Республики. Монография, Москва, издательство «БЕК», 1997[5][6](на рус.языке)
- Криминалистический словарь (учебное пособие) (в соавторстве). Баку, издательство «Елм», 2004 (на рус.языке)
- Уголовное право (особенная часть) (учебное пособие). Баку, издательство «Тахсил», 2005 (на рус.языке)
- Уголовное право (общая часть) (учебное пособие). Баку, издательство «Тахсил», 2006 (на рус.языке)
- Конституция Азербайджанской Республики (учебник для 9-го класса общеобразовательных школ). Баку, издательство «Тахсил», 2009 (на азерб. языке)
- Муниципальное право Азербайджана (учебное пособие) (в соавторстве), Баку, издательство «Тахсил», 2011 (на азерб. языке).
- «Обстоятельства исключающие преступность деяния», Монография, Баку издательство «Тахсил», 2014 (на азерб. языке)
- Обстоятельства, исключающие преступность деяния (в контексте современности и взгляда в будущее). Монография, Palmarium Academic Publishing, Германия 2015, (на рус.языке)
- Общественные и социально-правовые проблемы. Монография. Баку, издательство «Елм», 2018. (на азерб. языке).
- Уголовно-правовые особенности борьбы с хищениями или растратой. Монография. Баку, издательство «Тахсил», 2020. (на азерб. языке).
- Comparative Law. (Сравнительное правоведение) Монография. Мэриленд, США, 2022 г. (на английском языке)
- Свобода Карабаха и путь к победе: социально-правовой обзор, Баку, 2022 г. (на азербайджанском языке)

## Общественная деятельность
В 1988—1994-х годах участвовал в процессе Карабахских событий, ветеран Карабахской войны.
Учредитель и президент Клуба «Ветераны футбола Карабаха». Создатель впервые в Азербайджане организации мини-футбола (футзала). В 1993—2008-х годах был председателем Комитетов футзала и права АФФА. В 1998-м году учредил Федерацию футзала Азербайджана и зарегистрировал в Министерстве Юстиции. Вице-президент Азербайджанской студенческой федерации футбола.